# Jaguar Mark I
De Mark I of Mk I was een vierdeurs sedan die door Jaguar Cars werd geproduceerd van 1955 tot 1959. De auto was een onmiddellijk succes, verkocht beter dan de indertijd grotere maar veel duurdere andere modellen van Jaguar. De uitvoering met 3,4 liter-motor kwam in 1957 uit in de VS en was eerst niet verkrijgbaar op de thuismarkt.
Hoewel er familiegelijkenis was met de grotere Mark VII, verschilde de Mark I op vele manieren. Het was de eerste Jaguar met een zelfdragende carrosserie. De onafhankelijke voorwielophanging bestond uit dubbele draagarmen, spiraalveren, telescopische dempers en een stabilisatorstang, allemaal gedragen in een afzonderlijk subframe dat aan de carrosserie was bevestigd met rubberen bussen.
De spoorbreedte achter was ongeveer 114 mm smaller dan de spoorbreedte voor, waardoor met name de rechtuit-stabiliteit verbeterd zou worden. Aannemelijk is echter dat dit geen bewust ontwerp is geweest maar louter het gevolg van het feit dat de leverancier van de assen geen andere maat voorhanden had.